# Fie Udby Erichsen
Fie Udby Erichsen z domu Graugaard (ur. 23 kwietnia 1985 w Hobro) – duńska wioślarka, wicemistrzyni olimpijska.

## Osiągnięcia
- Mistrzostwa Świata – Gifu 2005 – dwójka bez sternika – 9. miejsce[2].
- Mistrzostwa Świata – Eton 2006 – dwójka bez sternika – 6. miejsce[2].
- Mistrzostwa Świata – Monachium 2007 – dwójka bez sternika – 10. miejsce[2].
- Mistrzostwa Świata – Poznań 2009 – dwójka podwójna – 10. miejsce[2].
- Mistrzostwa Europy – Montemor-o-Velho 2010 – jedynka – 4. miejsce[2].
- Mistrzostwa Świata – Bled 2011 – jedynka – 14. miejsce
- Igrzyska Olimpijskie – Londyn 2012 – jedynka – 2. miejsce